# Vlaamse hartpatiënten vereniging
De Vlaamse hartpatiënten vereniging (VHV) is een patiëntenvereniging die ondersteuning wil bieden aan hartpatiënten en hun omgeving, door contacten met medische instellingen, sociale diensten en artsen. De vereniging wil patiënten ook begeleiden via plaatselijke groepen, en geeft een driemaandelijks tijdschrift uit.
Vlaamse hartpatiënten vereniging is in 1986 opgericht als vereniging zonder winstoogmerk (vzw) en heeft haar kantoor in Brugge, West-Vlaanderen, op het adres van het ziekenhuis AZ Sint-Jan.